# Gisela Agnes von Anhalt-Köthen

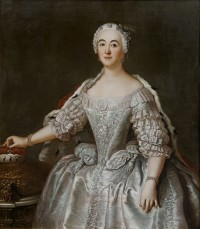
Gisela Agnes von Anhalt-Dessau

Gisela Agnes von Anhalt-Köthen (* 21. September 1722 in Köthen; † 20. April 1751 in Dessau) war eine Prinzessin von Anhalt-Köthen und durch Heirat Fürstin von Anhalt-Dessau.

## Leben
Gisela Agnes war das einzige überlebende Kind des Fürsten Leopold von Anhalt-Köthen (1694–1728) aus dessen erster Ehe mit Friederike Henriette (1702–1723), Tochter des Fürsten Karl Friedrich von Anhalt-Bernburg.
Da ihr Vater ohne männlichen Erben geblieben war, folgte ihm Gisela Agnes’ Onkel August Ludwig als Fürst von Anhalt-Köthen. Gisela Agnes erhob bei diesem jedoch Ansprüche auf ihr Allodialerbe, was bis zu einer Klage beim Reichskammergericht führte. Mit Vermittlung des Fürsten von Anhalt-Zerbst kam schließlich ein Vergleich zu Stande. Gisela Agnes wurde mit einer Summe von 100.000 Talern abgefunden und erhielt zusätzlich bis zu ihrer Verheiratung eine jährliche Rente. Sie erhielt ebenso das Gewehr- und Münzkabinett ihres Vaters und bei ihrer Verheiratung nochmals 32.000 Taler für ihre Güter Prosigk, Klepzig und Köthen.
Sie heiratete am 25. Mai 1737 in Bernburg ihren Cousin Fürst Leopold II. von Anhalt-Dessau (1700–1751). Die Ehe wurde als sehr glücklich beschrieben. Der Tod der Fürstin traf Leopold so schwer, dass er, bei schwächlicher Gesundheit, bereits im selben Jahr ebenfalls starb. Gisela Agnes wurde in der Dessauer Marienkirche bestattet.

## Nachkommen
Aus ihrer Ehe hatte Gisela Agnes folgende Kinder:
- Leopold III. Friedrich Franz (1740–1817), Fürst von Anhalt-Dessau

⚭ 1767 Prinzessin Luise Henriette von Brandenburg-Schwedt (1750–1811)
- Luise (1742–1743)
- Henriette Katharina Agnes (1744–1799)

⚭ 1779 Freiherr Johann Jost von Loën (1737–1803)
- Johann Georg (1748–1811)
- Maria Leopoldine (1746–1769)

⚭ 1765 Fürst Simon August zur Lippe-Detmold (1727–1782)
- Kasimire (1749–1778)

⚭ 1769 Fürst Simon August zur Lippe-Detmold (1727–1782)
- Albert Friedrich (1750–1811)

⚭ 1774 Gräfin Henriette zur Lippe-Weissenfeld (1753–1795)